# Списък на политическите партии в Бахамски острови
Бахамските острови са конституционна монархия с двупартийна система.
| Партия                       | Места в парламента (2012) | Идеология               |
| ---------------------------- | ------------------------- | ----------------------- |
| Прогресивна либерална партия | 29                        | Социален либерализъм    |
| Свободно национално движение | 9                         | Либерален консерватизъм |